# مارکت لوینگتون
مارکت لوینگتون (به انگلیسی: Market Lavington) یک روستا و محله مدنی در بریتانیا است که در ویلتشر واقع شده‌است. مارکت لوینگتون ۲٬۲۱۳ نفر جمعیت دارد.